# محمد رضا نكونام

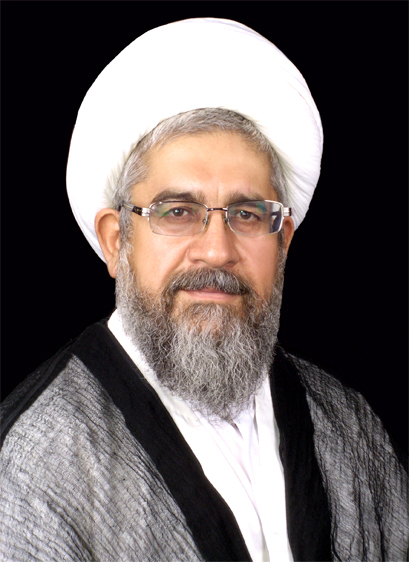

آية الله العظمى محمد رضا نکونام (الفارسية: آیت الله محمد رضا نکونام؛ 9 كانون الثاني 1949 - 7 آب 2024 م) كان رجل دين شيعي إيراني اثني عشري.

## السيرة
وُلِد آية الله محمد رضا نكونام في كلبايكان في 9 كانون الأول 1949 م. ومنذ أن كان في الثالثة من عمره، تتلمذ على يد معلمين روحيين وأساتذة متميزين في مجالات مختلفة، وخاصة التصوف الإسلامي. وكان أغلبهم يقيمون في طهران وكانوا من كبار علماء إيران.
توفي نكونام في 7 آب 2024، عن عمر يناهز 75 عامًا بسبب جلطة.

## خبرات التدريس
قام آية الله نكنام بالتدريس في الحوزة العلمية في قم لمدة تزيد عن 40 عامًا. ومن بين المجالات الرئيسية التي كتب فيها العديد من الكتب: الفقه، والأصول، والتصوف الإسلامي، والفلسفة، والفلسفة الأخلاقية، وعلم الاجتماع، والاقتصاد، والتاريخ، والسياسة، وعلم النفس، والقانون، ودراسات الملائكة والجن، وتفسير الأحلام، والشعر، والموسيقى، والمرأة، والمعاهد الدينية، والطب، وتفسير القرآن، وعلم أصول الكلمات، وما إلى ذلك.

## النشر
بدأ آية الله نكنام الكتابة منذ الطفولة. "ما يقول الإخباريون والأصوليون؟" الذي لفت انتباه علماء بارزين في ذلك الوقت كان أول كتاب كتبه وهو في الحادية عشرة من عمره. نشر أكثر من 800 كتاب، وأكثر من 200 كتاب منها منشورة باللغتين الفارسية والعربية. والباقي مطبوع. علاوة على ذلك، هناك مجموعة مختارة من أعماله قيد الترجمة إلى اللغة الإنجليزية.

## المعلمون
آية الله محمد رضا كلبايجاني، محمد علي أراكي ، الشيخ مرتضى حائر، ميرزا هاشم الآملي، أحمد الخوانساري، ميلاني، أديب نيشابوري، العلامة الطباطبائي، العلامة الشعراني، العلامة إلهية قمشي.

## روابط خارجية
- السيرة الذاتية باللغة الفارسية
- www.nekoonam.ir